# Kanton Sainte-Rose
Der Kanton Sainte-Rose war von 1949 bis 2015 ein französischer Wahlkreis im Arrondissement Saint-Benoît des Übersee-Départements Réunion. Er umfasste die Gemeinde Sainte-Rose.

## Bevölkerungsentwicklung
| 1967  | 1974  | 1982  | 1990  | 1999  | 2006  |
| ----- | ----- | ----- | ----- | ----- | ----- |
| 4.761 | 4.850 | 5.265 | 5.761 | 6.545 | 6.664 |